# لويس تولو
لويس تولو (بالفرنسية: Louis Thollon)‏ (و. 1829 – 1887 م) هو عالم فلك من فرنسا. ولد في أمبروناي، أين.
توفي في نيس، عن عمر يناهز 58 عاماً.

## جوائز
حصل على جوائز منها:
- Lalande Prize [الإنجليزية]‏ (1885).